# Iodblockade

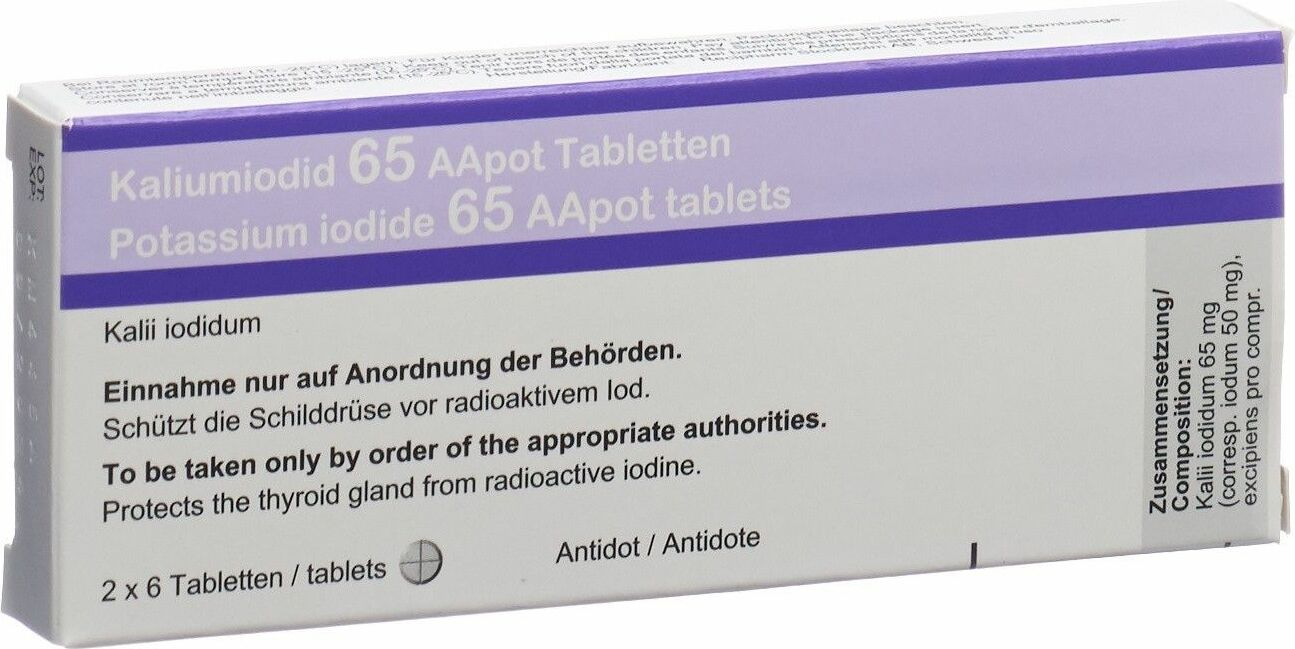
Kaliumiodid-Tabletten der Schweizer Armeeapotheke, 65 mg

Die Iodblockade ist eine der möglichen Schutzmaßnahmen bei einem schweren kerntechnischen Unfall. In diesem Zusammenhang wird sie auch als „Iodprophylaxe“ oder einfach als „Einnahme von Iodtabletten“ bezeichnet. Unter einer Iodblockade versteht man die vorbeugende Einnahme von stabilem (d. h. nicht-radioaktivem) Iod, um die Aufnahme von radioaktivem Iod in die Schilddrüse zu vermeiden und damit die Entstehung von Schilddrüsenkrebs zu verhindern. Die Einnahme erfolgt gewöhnlich in Form von so genannten „Iodtabletten“, wobei es sich genau genommen um hochdosierte Kaliumiodid- oder Kaliumiodat-Tabletten handelt. Die Iodblockade wird auch gezielt vor Operationen bei der Behandlung der Schilddrüsenüberfunktion eingesetzt. Man spricht in diesem Zusammenhang von Plummern.

## Bevorratung in diversen Ländern
In Deutschland wird eine Iodblockade nach einer starken Freisetzung von radioaktivem Iod bei einem Nuklearunfall oder einer Kernwaffenexplosion von der Strahlenschutzkommission empfohlen. Zur Sicherstellung der „Versorgung der Bevölkerung mit kaliumiodidhaltigen Arzneimitteln bei radiologischen Ereignissen“ wurde in Deutschland im Jahr 2003 die Kaliumiodidverordnung (KIV) erlassen (§ 1, Abs. 1 KIV). Die Verordnung regelt verschiedene Ausnahmen vom Arzneimittelgesetz. Ab Oktober 2004 wurden im Umkreis von deutschen sowie belgischen Kernkraftwerken Kaliumiodidtabletten von Apotheken oder zentralen Ausgabestellen an die Bevölkerung ausgegeben. Darüber hinaus werden Kaliumiodidtabletten vorrätig gehalten.
In der Schweiz kann die Nationale Alarmzentrale beim Bundesamt für Bevölkerungsschutz über Radio dazu auffordern, Iodtabletten einzunehmen. Im Nahbereich (zunächst 20, seit 2014 50 km) um die Kernkraftwerke werden die Tabletten seit 2004 alle zehn Jahre vorsorglich an die Bevölkerung verteilt.
In Österreich gibt es eine umfassende Bevorratung der Iodtabletten in Apotheken, Kindergärten, Schulen, beim Heer, und in der sogenannten „Bundesreserve“, die regelmäßig erneuert wird. Zur Verteilung und Einnahme fordern die Gesundheitsbehörden ggf. über Rundfunk und Fernsehen auf.
In den USA halten die Behörden Iodtabletten für die Wohnbevölkerung im Umkreis von 10 Meilen (etwa 16 km) um die Kernkraftwerke bereit.
In Japan wurden nach der Nuklearkatastrophe von Fukushima Iodtabletten überwiegend ungeregelt durch die Apotheken verkauft. Nur an ca. 380.000 Bewohner des unmittelbaren Katastrophengebietes wurden Präparate aus dem staatlichen Notvorrat verteilt.

## Wirkungsweise
Nach der Inkorporation durch Inhalation verhält sich radioaktives Iod in chemischer Hinsicht genau so wie stabiles Iod. Nachdem es sich im Extravasalraum verteilt hat, wird es in der Schilddrüse angereichert und gespeichert. Die biologische Halbwertszeit für das gespeicherte Iod ist vom Alter und vom Hormonumsatz abhängig. Die zur Abschätzung der Strahlenexposition angenommenen Werte sind in der folgenden Tabelle dargestellt:
| Altersgruppe      | Biologische Halbwertszeit in Tagen | Biologische Halbwertszeit in Tagen |
| Altersgruppe      | Schilddrüse                        | Restlicher Körper                  |
| ----------------- | ---------------------------------- | ---------------------------------- |
| 0 bis 1 Jahr      | 11,2                               | 01,12                              |
| > 1 bis 2 Jahre   | 15                                 | 01,5                               |
| > 2 bis 7 Jahre   | 23                                 | 02,3                               |
| > 7 bis 12 Jahre  | 58                                 | 05,8                               |
| > 12 bis 17 Jahre | 67                                 | 06,7                               |
| > 17 Jahre        | 80                                 | 12                                 |

Aus der Anreicherung des Iods in der Schilddrüse resultiert die besondere Strahlenexposition der Schilddrüse durch inkorporierte radioaktive Iodnuklide. Als Beispiel zeigt die folgende Tabelle die Dosiskoeffizienten für die Inhalation von 131I in Form von elementarem Iod (I2) für verschiedene Altersgruppen:
| Organ/Gewebe | Dosiskoeffizient in Sv/Bq   | Dosiskoeffizient in Sv/Bq   | Dosiskoeffizient in Sv/Bq   | Dosiskoeffizient in Sv/Bq   | Dosiskoeffizient in Sv/Bq   | Dosiskoeffizient in Sv/Bq   |
| Organ/Gewebe | 0 bis 1 Jahr                | > 1 bis 2 Jahre             | > 2 bis 7 Jahre             | > 7 bis 12 Jahre            | > 12 bis 17 Jahre           | > 17 Jahre                  |
| ------------ | --------------------------- | --------------------------- | --------------------------- | --------------------------- | --------------------------- | --------------------------- |
| Schilddrüse  | 3,3 · 10−06                 | 3,2 · 10−06                 | 1,9 · 10−06                 | 9,5 · 10−07                 | 6,2 · 10−07                 | 3,9 · 10−07                 |
| andere       | 3,4 · 10−10 bis 1,1 · 10−08 | 2,3 · 10−10 bis 8,6 · 10−09 | 1,3 · 10−10 bis 5,0 · 10−09 | 7,3 · 10−11 bis 3,1 · 10−09 | 4,3 · 10−11 bis 2,2 · 10−09 | 3,6 · 10−11 bis 1,8 · 10−09 |

In diesem Beispiel ist die Äquivalentdosis für die Schilddrüse etwa 2–4 Zehnerpotenzen größer als die Äquivalentdosis für andere Organe oder Gewebe. Kinder sind besonders gefährdet. Zum Beispiel entspricht die Inhalation von 1000 Bq 131I in Form von elementarem Iod (I2) für die Schilddrüse eines bis zu einjährigen Kindes einer Folgedosis von etwa 3,3 mSv (ohne Iodblockade).
Die Aufnahmekapazität der Schilddrüsenfollikel zur Speicherung von Iod ist jedoch begrenzt. Überschüssiges, nicht in der Schilddrüse gespeichertes Iod wird mit einer biologischen Halbwertszeit von einigen Stunden ausgeschieden. Neben der limitierten Aufnahmekapazität werden durch die Gabe einer vielfachen Tagesdosis an Iod zum Beispiel in Form von Kaliumiodid auch die Hormonsynthese sowie Hormonausschüttung durch einen bisher unbekannten Mechanismus gehemmt. Dieser körpereigene Kompensationsmechanismus als Reaktion auf einen Iodexzess ist in der Medizin als Wolff-Chaikoff-Effekt bekannt. Es handelt sich um einen selbstlimitierenden Effekt, das heißt, es werden Hormonsynthese und Hormonausschüttung nach wenigen Tagen normgerecht fortgesetzt.
Daher kann die Speicherung von radioaktivem Iod in der Schilddrüse weitgehend verhindert werden, wenn vor Aufnahme des radioaktiven Iods eine größere Menge von stabilem Iod verabreicht wird, sodass die Aufnahmekapazität der Schilddrüse überschritten wird. Das ggf. anschließend aufgenommene radioaktive Iod wird dann zum großen Teil gar nicht erst in der Schilddrüse gespeichert, sondern gleich mit einer vergleichsweise kurzen biologischen Halbwertszeit ausgeschieden.
Aus der beschriebenen Wirkungsweise ergibt sich, dass die Iodblockade nur vor der Aufnahme von radioaktivem Iod in die Schilddrüse schützt. Auf die Wirkung anderer radioaktiver Stoffe hat sie dagegen keinen Einfluss.

## Eingreifwerte
In Deutschland entspricht der Eingreifrichtwert für die Einnahme von Iodtabletten einer Äquivalentdosis für die Schilddrüse (Organ-Folgedosis) von
- 50 mSv bei Kindern und Jugendlichen unter 18 Jahren sowie Schwangeren und
- 250 mSv bei Personen im Alter von 18 bis 45 Jahren

durch das in einem Zeitraum von sieben Tagen inhalierte radioaktive Iod. (Falls bei einer lang anhaltenden Freisetzung der Zeitraum des Wolkendurchzugs größer als sieben Tage ist, dann soll die Integrationszeit entsprechend verlängert werden.)
Die mit den Eingreifrichtwerten zu vergleichende Dosis ist die Dosis über die Expositionspfade, gegen die die Maßnahme wirkt. Dementsprechend wird für die Beurteilung der Einnahme von Iodtabletten die Direktstrahlung von radioaktiven Stoffen in der Luft oder am Boden sowie die Inhalation von anderen Radionukliden außer Iod nicht berücksichtigt. Außerdem wird die Ingestion von radioaktivem Iod nicht für die Entscheidung zur Iodblockade berücksichtigt, weil dieser Expositionspfad besser durch die Versorgung mit nicht kontaminierten Lebensmitteln als durch die Einnahme von Iodtabletten vermieden wird. Die Eingreifrichtwerte gelten somit unter der Voraussetzung, dass die Versorgung mit nicht kontaminierten Lebensmitteln gewährleistet ist.
Bei der mit den Eingreifrichtwerten zu vergleichenden Dosis handelt es sich grundsätzlich um die potentielle und nicht um die tatsächliche oder gar um die vermeidbare Dosis. Insbesondere wird bei der Anwendung der Eingreifrichtwerte ein ununterbrochener Aufenthalt im Freien von 24 Stunden pro Tag angenommen, um von den örtlich unterschiedlichen schützenden Einflüssen unabhängig zu sein.
Bei Erreichen der Eingreifrichtwerte besteht aus radiologischen Gründen grundsätzlich Handlungsbedarf. Allerdings können Eingreifwerte, die über den Eingreifrichtwerten liegen, gerechtfertigt sein, wenn die Durchführung der Maßnahme mit großen Nachteilen verbunden oder die vermeidbare Dosis gering ist. Eingreifwerte, die unter den Eingreifrichtwerten liegen, sind dagegen aus radiologischen Gründen nicht zu rechtfertigen.

## Dosierung
Die für den nuklearen Katastrophenschutz vorgesehenen Iodtabletten „können bei einem radiologischen Ereignis auf Veranlassung der zuständigen Behörde […] zum Endverbrauch abgegeben werden.“ (§ 1, Abs. 2 KIV) Für die Eigenbevorratung können die Tabletten in Deutschland auch rezeptfrei in der Apotheke erworben werden. Eine typische Iodtablette aus der Notfallbevorratung in der Umgebung von kerntechnischen Anlagen in Deutschland enthält 65 mg Kaliumiodid (das entspricht 50 mg Iodid). Die Tabletten haben eine kreuzförmige Bruchrille an der Innenseite sowie Einkerbungen an der Außenseite und können dadurch in gleiche Hälften oder Viertel geteilt werden. Über Apotheken sind auch Tabletten mit anderen Mengen (z. B. 130 mg Kaliumiodid, entsprechend 100 mg Iodid) erhältlich.
Diese Iodtabletten dürfen nicht mit den zur Vorbeugung von Iodmangelerscheinungen oder zur Behandlung von Schilddrüsenkrankheiten vorgesehenen Tabletten verwechselt werden, da deren Iodgehalt viel zu gering ist (z. B. 100 µg oder 200 µg Iod), um sie zur Iodblockade einzusetzen.
Die von der Weltgesundheitsorganisation (WHO) veröffentlichten und auch für Deutschland gültigen Empfehlungen sehen für die Iodblockade eine Einmalgabe von 100 mg Iodid für Jugendliche über 12 Jahren sowie Erwachsene vor. Dies entspricht einer Gabe von 130 mg Kaliumiodid. Zum Vergleich: Diese Menge liegt um drei Zehnerpotenzen höher als die von der WHO empfohlene (normale) tägliche Iodid-Aufnahme eines Erwachsenen mit der Nahrung von 150 µg. Für jüngere Kinder werden altersabhängig zwischen 12,5 und 50 mg Iodid empfohlen, wie im folgenden Dosierungsschema gezeigt wird:
| Altersgruppe | Tagesgabe in mg Iodid | Tagesgabe in mg Kaliumiodid | Tabletten à 65 mg Kaliumiodid |
| ------------ | --------------------- | --------------------------- | ----------------------------- |
| < 1 Monat    | 012,5                 | 016,25                      | ¼                             |
| 1–36 Monate  | 025                   | 032,5                       | ½                             |
| 3–12 Jahre   | 050                   | 065                         | 1                             |
| 13–45 Jahre  | 100                   | 130                         | 2                             |
| > 45 Jahre   | 00–                   | 00–                         | –                             |

Personen über 45 Jahren sollten keine Iodtabletten einnehmen, weil das Risiko von Nebenwirkungen höher wäre als das Risiko, später an Schilddrüsenkrebs zu erkranken. Laut WHO-Empfehlung liegt diese Altersgrenze bei 40 Jahren. Für Schwangere und Stillende gilt diese Altersbegrenzung nicht. Für sie gilt die gleiche Dosierung wie für die Gruppe der 13- bis 45-Jährigen. Die Iodtabletten können in der angegebenen Menge – möglichst nicht auf nüchternen Magen – geschluckt werden. Insbesondere um die Einnahme bei Kindern zu erleichtern, kann die entsprechende Menge auch in einem Getränk aufgelöst werden. Solche Lösungen sind jedoch nicht haltbar und sollten daher sofort getrunken werden. Grundsätzlich wird eine einmalige Einnahme der Iodtabletten als ausreichend angenommen. Die zuständige Behörde könnte allerdings in Abhängigkeit von der radiologischen Lage (z. B. länger anhaltende oder verzögerte Freisetzungen) eine weitere Einnahme empfehlen. In diesem Fall soll für Schwangere, stillende Frauen und bei Neugeborenen durch Ergreifen anderer Maßnahmen (z. B. Evakuierung) erreicht werden, dass eine zweite Einnahme von Iodtabletten nicht erforderlich wird.

## Zeitpunkt
Wegen ihrer o. g. Wirkungsweise ist die Iodblockade am wirksamsten, wenn bereits vor der Inhalation des radioaktiven Iods ein Überschuss an stabilem Iod in der Schilddrüse vorhanden ist. Daher sollten die Iodtabletten möglichst kurz vor der Freisetzung von radioaktivem Iod eingenommen werden. Allerdings lässt sich auch noch einige Stunden nach der Inhalation die Speicherung von radioaktivem Iod in der Schilddrüse durch die Einnahme von Iodtabletten reduzieren. Nach 2 Stunden beträgt die Verminderung noch ungefähr 80 %, nach 8 Stunden etwa 40 %. Bei einer Verzögerung von mehr als 24 Stunden  nach abgeschlossener Inhalation von radioaktivem Iod hat die Iodblockade keinen signifikanten Einfluss mehr auf die Speicherung des radioaktiven Iods in der Schilddrüse, weshalb nach diesem Zeitpunkt keine Iodtabletten mehr eingenommen werden sollen. Erfolgt die Iodblockade dagegen zu früh, kann – wegen der relativ kurzen biologischen Halbwertszeit für das überschüssige Iod – der Überschuss an stabilem Iod zum Zeitpunkt der Inhalation des radioaktiven Iods bereits wieder abgebaut worden sein, sodass die Wirksamkeit entsprechend vermindert ist. Die Entscheidung für den optimalen Zeitpunkt der Iodblockade lässt sich somit nur nach Bewertung der Gesamtlage des kerntechnischen Unfalls treffen. Aus diesem Grund sollen Iodtabletten nur nach Aufforderung durch die zuständige Behörde und nie wegen eigener Befürchtungen eingenommen werden.

## Gegenanzeigen
Kaliumiodidtabletten dürfen zur Iodblockade nicht angewendet werden bei:
- Hyperthyreose (Schilddrüsenüberfunktion)
- Iodunverträglichkeit („echte Iodallergie“)
- Dermatitis herpetiformis Duhring
- hypokomplementämischer Vaskulitis (allergisch bedingter Entzündung der Blutgefäßwände)

Bei bestehenden Gegenanzeigen gegen die Einnahme von Iodverbindungen eignet sich zur Schilddrüsenblockade am besten Perchlorat, da es die Aufnahme von Iod kompetitiv hemmt. Anwendbar ist beispielsweise Natriumperchlorat in Form des Arzneimittels Irenat Tropfen.

## Nebenwirkungen
Wenn Iodtabletten auf nüchternen Magen eingenommen werden, kann eine Reizung der Magenschleimhaut auftreten. Bei Kaliumiodat ist die Reizwirkung stärker als bei Kaliumiodid, weswegen für die Iodblockade Kaliumiodid-Tabletten bevorzugt werden. In Einzelfällen kann es zu einer iodbedingten Schilddrüsenüberfunktion kommen. Beschwerden wie erhöhter Puls, Schweißausbrüche, Schlaflosigkeit, Zittrigkeit, Durchfall und Gewichtsabnahme trotz gesteigerten Appetits können Anzeichen für eine solche Schilddrüsenüberfunktion sein. Eine zuvor nicht bekannte Iodunverträglichkeit (Iodallergie) kann bei der Einnahme von Iodtabletten erstmals in Erscheinung treten. Dabei können allergische Erscheinungen wie z. B. Hautrötung, Jucken und Brennen in den Augen, Schnupfen, Reizhusten, Durchfälle und Kopfschmerzen u. ä. Symptome auftreten. Damit sich niemand unnötig dem Risiko von Nebenwirkungen aussetzt, soll die Bevölkerung darauf hingewiesen werden, dass es nutzlos und sogar schädlich ist, wenn sie eine Iodblockade aus eigener Initiative, d. h. ohne Aufforderung durch die zuständigen Behörden, durchführen würde.

## Katastrophe von Tschernobyl
Bei der Reaktorkatastrophe in Tschernobyl kam es ab dem 26. April 1986 im Verlauf mehrerer Tage zu einer sehr starken Freisetzung von radioaktiven Stoffen, darunter insbesondere auch von radioaktiven Iodnukliden. Speziell von dem Radionuklid 131I (Halbwertszeit: 8,02 d) wurde eine Aktivität von 1,76 · 1018 Bq freigesetzt.
Beim Großteil der unmittelbar betroffenen Bevölkerung wurde jedoch keine Iodblockade vorgenommen. Eine Ausnahme waren die Einwohner von Prypjat, die von örtlichen Fachleuten versorgt wurden. Etwa 60–70 % der Einwohner von Pripjat haben nach dem Unfall Kaliumiodid-Tabletten eingenommen, bevor die Stadt nach etwa 1,5 Tagen evakuiert wurde.
Iodtabletten wurden in den ersten Wochen nach dem Unfall auch an Liquidatoren ausgegeben. Die Einnahme war allerdings nicht obligatorisch und wurde auch nicht jedem vorgeschlagen. Nur schätzungsweise 20 % der Arbeiter haben stabiles Iod eingenommen, bevor sie radioaktivem Iod ausgesetzt waren.
Als einziges Land hat Polen für fast alle (schätzungsweise 98 %) Kinder eine Iodblockade durchgeführt. Nachdem radioaktive Stoffe in der Luft und in der Milch festgestellt worden waren, entschied eine Regierungskommission, eine obligatorische Iodblockade für Kinder und Jugendliche bis zu 16 Jahren und eine freiwillige Iodblockade für andere Menschen vorzunehmen. Hierzu wurde Iodid nicht in Form von Tabletten, sondern in gelöster Form gemäß dem folgenden Dosierungsschema verabreicht:
| Altersgruppe | Einmaldosis in mg Iodid |
| ------------ | ----------------------- |
| 0–1 Jahr     | 15                      |
| 2–6 Jahre    | 30                      |
| 7–16 Jahre   | 60                      |

Insgesamt wurde ab dem 29. April 1986 etwa 18 Millionen Polen jeweils eine Einzeldosis Kaliumiodid verabreicht. Da zu diesem Zeitpunkt der Durchzug der radioaktiven Wolke noch nicht abgeschlossen war, hatte auch eine verspätete Iodblockade noch eine gewisse Wirkung, wie die folgende Tabelle zeigt:
| Zeitpunkt der Einnahme | Verminderung der Schilddrüsendosis |
| ---------------------- | ---------------------------------- |
| 28. April 1986         | 44 %                               |
| 29. April 1986         | 40 %                               |
| 30. April 1986         | 26 %                               |
| 1. Mai 1986            | 12 %                               |